# Carasa (Botoșani)
Carasa es una localidad rumana de la comuna de Corlăteni, en el condado de Botoșani.

## Historia
Hacia comienzos del siglo XX la localidad, que por entonces pertenecía al antiguo condado de Dorohoi, formaba ya parte de la comuna de Corlăteni y tenía contabilizada una población de 187 habitantes.
En la segunda mitad del siglo XX la localidad había pasado a formar parte del condado de Botoșani. En el censo de 2021 la localidad tenía una población de 430 habitantes.